# Clint Mansell
Clint Mansell (Coventry, 7 januari 1963) is een Britse musicus en componist van voornamelijk filmmuziek.

## Biografie
Clint Mansell begon als leadzanger en gitarist in de Britse band Pop Will Eat Itself. Na het uiteenvallen in 1996 ging hij als filmmuziek-componist aan de slag waarna zijn vriend Darren Aronofsky hem de kans gaf om muziek te componeren voor de film Pi (symbool). Ondanks positieve recensies pikte het grote publiek zijn muziek niet op. Het soundtrackalbum voor Pi plaatste het werk van Mansell tussen elektronica-artiesten als Autechre, Aphex Twin, Orbital en Roni Size. Hier mee won hij veel IDM- en elektronica-fans voor zich.
Na de filmmuziek voor Darren Aronofsky's cultiverende drugsfilm Requiem for a Dream werd Mansells bekendheid bij het grote publiek groter.
Met name de nummers Marion Barfs en Lux Aeterna werden erg populair onder het grote publiek wegens een 'eindtijd-achtige' sfeer. In 2002 werd van het nummer Lux Aeterna een megabombastische orchestrale remix gemaakt om de trailer van The Lord of the Rings: The Two Towers mee te promoten.

## Filmografie
| Jaar | Titel                          | Opmerkingen     |
| ---- | ------------------------------ | --------------- |
| 1998 | Pi                             |                 |
| 2000 | Requiem for a Dream            |                 |
| 2001 | World Traveler                 |                 |
| 2001 | The Hole                       |                 |
| 2001 | Rain                           |                 |
| 2001 | World Traveler                 |                 |
| 2001 | Knockaround Guys               |                 |
| 2002 | Abandon                        |                 |
| 2002 | Murder by Numbers              |                 |
| 2002 | Every Hight the Same Thing     |                 |
| 2002 | Sonny                          |                 |
| 2003 | 11:14                          |                 |
| 2004 | Suspect Zero                   |                 |
| 2005 | Sahara                         |                 |
| 2005 | Trust the Man                  |                 |
| 2005 | Doom                           |                 |
| 2006 | The Fountain                   |                 |
| 2006 | Smokin' Aces                   |                 |
| 2006 | Trust the Man                  |                 |
| 2007 | Wind Chill                     |                 |
| 2008 | Definitely, Maybe              |                 |
| 2008 | The Wrestler                   |                 |
| 2008 | Dream from Leaving             |                 |
| 2009 | Moon                           |                 |
| 2009 | Blood: The Last Vampire        |                 |
| 2009 | L'affaire Farewell             |                 |
| 2009 | The Rebound                    |                 |
| 2010 | Black Swan                     |                 |
| 2010 | Last Night                     |                 |
| 2010 | Faster                         |                 |
| 2011 | United                         |                 |
| 2012 | Love Writter in Blood          | hoofdthema      |
| 2013 | Stoker                         |                 |
| 2013 | Filth                          |                 |
| 2014 | Noah                           |                 |
| 2014 | Man Down                       |                 |
| 2015 | High-Rise                      |                 |
| 2015 | Walk On By                     | met David Shire |
| 2017 | Ghost in the Shell             | met Lorne Balfe |
| 2017 | Loving Vincent                 |                 |
| 2018 | Mute                           |                 |
| 2018 | Out of Blue                    |                 |
| 2018 | Happy New Year, Colin Burstead |                 |
| 2020 | Rebecca                        |                 |
| 2024 | Love Lies Bleeding             |                 |

## Overige producties

### Computerspellen
| Jaar | Titel         | Opmerkingen              |
| ---- | ------------- | ------------------------ |
| 2012 | Mass Effect 3 | met Christopher Lennertz |

### Televisiefilms
| Jarr | Titel   | Opmerkingen         |
| ---- | ------- | ------------------- |
| 2010 | Fragged | met Jeff Rona       |
| 2016 | 2.0     | met Steve Jablonsky |

### Televisieseries
| Jaar      | Titel              | Opmerkingen     |
| --------- | ------------------ | --------------- |
| 2016      | Black Mirror       |                 |
| 2018      | Titans             | met Kevin Kiner |
| 2019      | Doom Patrol        | met Kevin Kiner |
| 2022      | Peacemaker         | met Kevin Kiner |
| 2024-2025 | Creature Commandos | met Kevin Kiner |

### Documentaires
| Jaar | Titel           | Opmerkingen |
| ---- | --------------- | ----------- |
| 2017 | The New Radical |             |

## Prijzen en nominaties

### Golden Globe Awards
| Jaar | Titel        | Categorie        | Uitslag     |
| ---- | ------------ | ---------------- | ----------- |
| 2007 | The Fountain | Beste filmmuziek | Genomineerd |

### Grammy Awards
| Jaar | Titel      | Categorie                                     | Uitslag     |
| ---- | ---------- | --------------------------------------------- | ----------- |
| 2012 | Black Swan | Beste partituur soundtrack voor visuele media | Genomineerd |